# Germanías
Se conoce con el nombre de rebelión de las Germanías a los conflictos que se produjeron en el Reino de Valencia, entre 1519 y 1522, y en el Reino de Mallorca, entre 1520 y 1523, a comienzos del reinado de Carlos I, sin conexión directa entre ellos, excepto en el nombre. Tuvieron lugar paralelamente a la rebelión de las Comunidades de Castilla (1520-1522).
Según Miguel José Deyá Bauzá, de la Universidad de las Islas Baleares, «el primer rasgo a destacar de las Germanías es el protagonismo de las clases populares urbanas, a las cuales se suman después —sobre todo en el caso mallorquín— los sectores menos afortunados de los campesinos. Parece claro que las Germanías forman parte de uno de los últimos capítulos de la crisis del municipio bajomedieval».

## Reino de Valencia

### Causas
El beneficio del crecimiento económico que había experimentado el Reino de Valencia y especialmente su capital en el siglo XV no había alcanzado al poble menut (las clases populares), excluido del gobierno de la ciudad ya que sus seis jurados eran monopolizados por el patriciado urbano (cuatro) y por la pequeña nobleza de los cavallers i generosos, (dos), así como el resto de cargos del municipio. Además, los artesanos, el grueso del poble menut, estaban sufriendo la competencia de las mercancías importadas por las compañías extranjeras establecidas en la urbe y, sobre todo, de los productos elaborados por trabajadores no integrados en el sistema gremial, ya de por sí en crisis por el excesivo número de maestros, por encargo de comerciantes-empresarios. De la competencia de estos últimos se quejaron al rey Fernando el Católico los gremios de pelaires y de tejedores en las Cortes de 1510. En el memorial que presentaron decían:

Alguns mercaders, per tenir tràfec de llanes, han començat a fer draps en llurs cases e altres gents que no entenen en la negociació de fer los draps, e aquells fan ab gent ignorant e no els fan els mestres, per traure'n lo més profit que poden.
Algunos mercaderes, por tener tráfico de lanas, han comenzado a hacer paños en sus casas y otras gentes que no entienden en la negociación de hacer los paños, y aquellos hacen con gente ignorante y no los hacen los maestros, para sacar el máximo beneficio que pueden.

El principal portavoz de estas reivindicaciones era el paraire Joan Llorenç —líder inicial de la Germania— quien pedía que los artesanos pudieran ser jurados, poniendo como modelo las comunas italianas como la de Génova o la de Venecia (que «València haja de ser comuna, així com Venecia», parece que dijo según un cronista). La idea no era nueva y es posible que Llorenç la sacara del tomo doce de Lo Crestià de Francesc Eiximenis en el que este afirmaba (en valenciano) que «de aquí en adelante no habrá reyes, ni duques, ni condes, ni nobles, ni grandes señores, sino que de aquí al fin del mundo reinará por todo el mundo la justicia popular, y todo el mundo por consiguiente será partido en comunas, así como hoy se rigen Florencia y Roma y Pisa y Siena y otras ciudades de Italia y de Alemania» —de hecho se ha constatado que algunos agerrmants poseían ejemplares de obras de Eiximenis—. Lejos de cualquier «republicanismo», lo que Llorens pretendía con la entrada de los artesanos en los jurados era, como le escribió en una carta a Guillem Sorolla, otro de los futuros líderes de la Germanía, reformar el «mal govern» (mal gobierno) de los 'jurados y de los oficiales reales. De hecho los jurados se estaban resistiendo a cumplir la orden del rey Ferran el Católic de 1515 de armar a los gremios para hacer frente a la piratería berberisca ya que armar al poble menut representaba una amenaza todavía mayor para las clases dirigentes, temor que se acabaría cumpliendo con la revuelta de las Germanías.

### Creación de laGermaniae inicios de la rebelión
En 1519 se produjo un brote de peste negra en Valencia que provocó que parte de las autoridades abandonaran la ciudad para evitar el contagio. Coincidió con una crisis de subsistencias, originada por las lluvias y la riada de 1517, y con la amenaza de un posible ataque de los piratas berberiscos, cuyas incursiones en el litoral valenciano eran muy frecuentes. Para hacerles frente se ordenó armar a los gremios (ratificando una orden del rey Ferran II el Catòlic de 1515), oportunidad que estos aprovecharon para plantear una vieja reivindicación: entrar en el gobierno de la ciudad, monopolizado por el patriciado urbano, que contaba con cuatro jurados, y por la pequeña nobleza (caballeros y generosos), que tenían dos. Como respuesta al motín que se produjo el 7 de agosto durante el cual la Catedral fue asaltada para apresar a un sodomita, posteriormente ejecutado, el gobernador de Valencia prohibió las reuniones y los desfiles, y los gremios respondieron con la formación el 29 de septiembre de la Germania ('Hermandad').

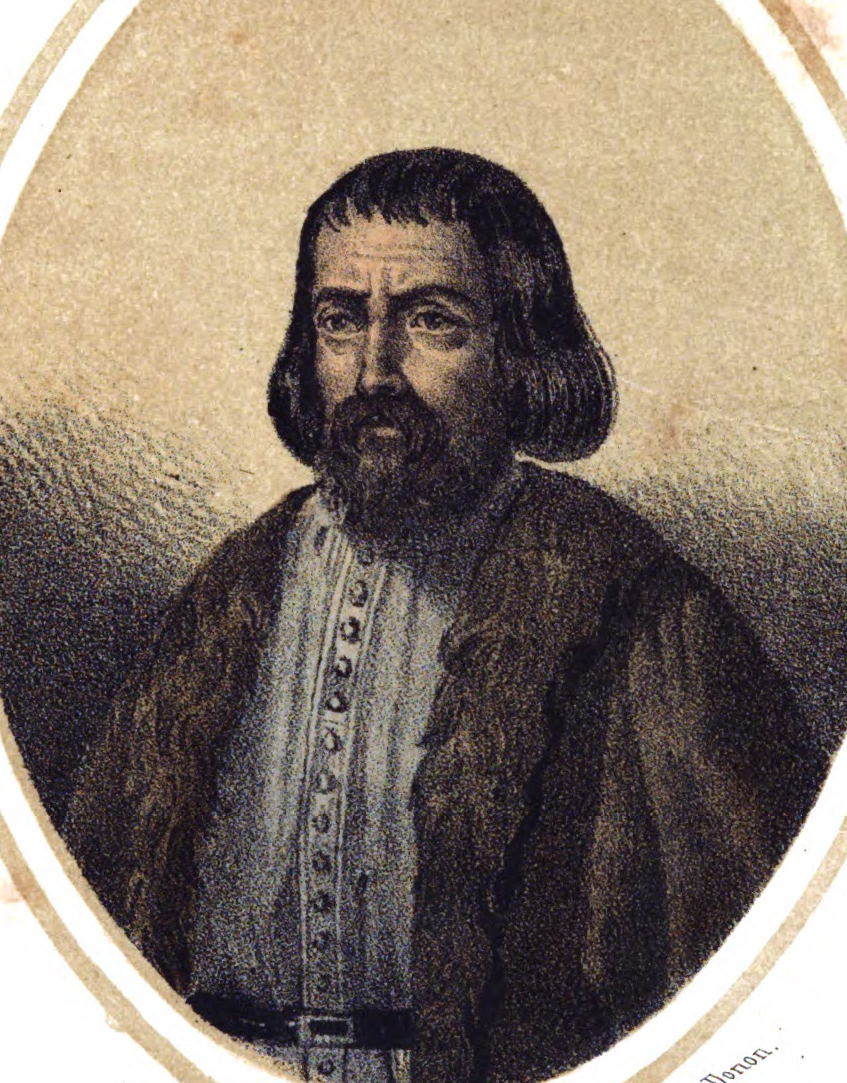
Retrato de Guillem Sorolla, uno de los agermanados, de profesión tejedor de lana, en Los mártires de la libertad española (1853).

Para conseguir el reconocimiento de la Germanía por el rey Carlos I —que había accedido al trono de la monarquía hispánica tres años antes, tras la muerte de su abuelo Ferran el Catòlic— una comisión de agermanados, compuesta por Joan Llorenç, Guillem Sorolla, Joan Caro y Joan Coll se desplazó a Molins de Rei donde se encontraba entonces el joven monarca (tenía 19 años). Este los recibió el 4 de noviembre y el 25 decidió legalizar la Germanía a cambio de que el braç real (los representantes de las ciudades y villas de realengo) aceptara la jura de los Fueros de Valencia, obligatoria para todo monarca que iniciara su reinado, por delegación, sin necesidad de desplazarse a Valencia. En su decisión influyó que en aquel momento Carlos estaba más interesado en su prevista elección en Aquisgrán como emperador del Sacro Imperio Romano Germánico. Tras este reconocimiento se procedió a organizar la Germania que sería presidida por la Junta dels Tretze ('Junta de los Trece', a imitación del Consejo de los Diez de la República de Venecia, según un cronista), formada por trece síndicos de los gremios elegidos por sorteo y con mandato anual («aquestos tretze vingueren a tenir lo mando de tota València», escribió un cronista). Sin embargo, el 4 de enero el rey dio marcha atrás, haciendo caso a las demandas de la nobleza y del patriciado urbano que le pedían la disolución de la Germanía —y también que el rey fuera a Valencia para jurar en persona los fueros— y tras recibir los informes desfavorables a los agermanados de las dos personas que había enviado a Valencia para que gestionaran su juramento de los fueros por delegación. La Junta del Tretze protestó y el rey Carlos, que tenía urgencia de desplazarse a Alemania donde esperaba ser coronado emperador (lo sería el 20 de octubre), acabó transigiendo y envió a Valencia a uno de sus principales consejeros Adriano de Utrech —también con el propósito de que fuera él quien jurara los fueros en su nombre—.

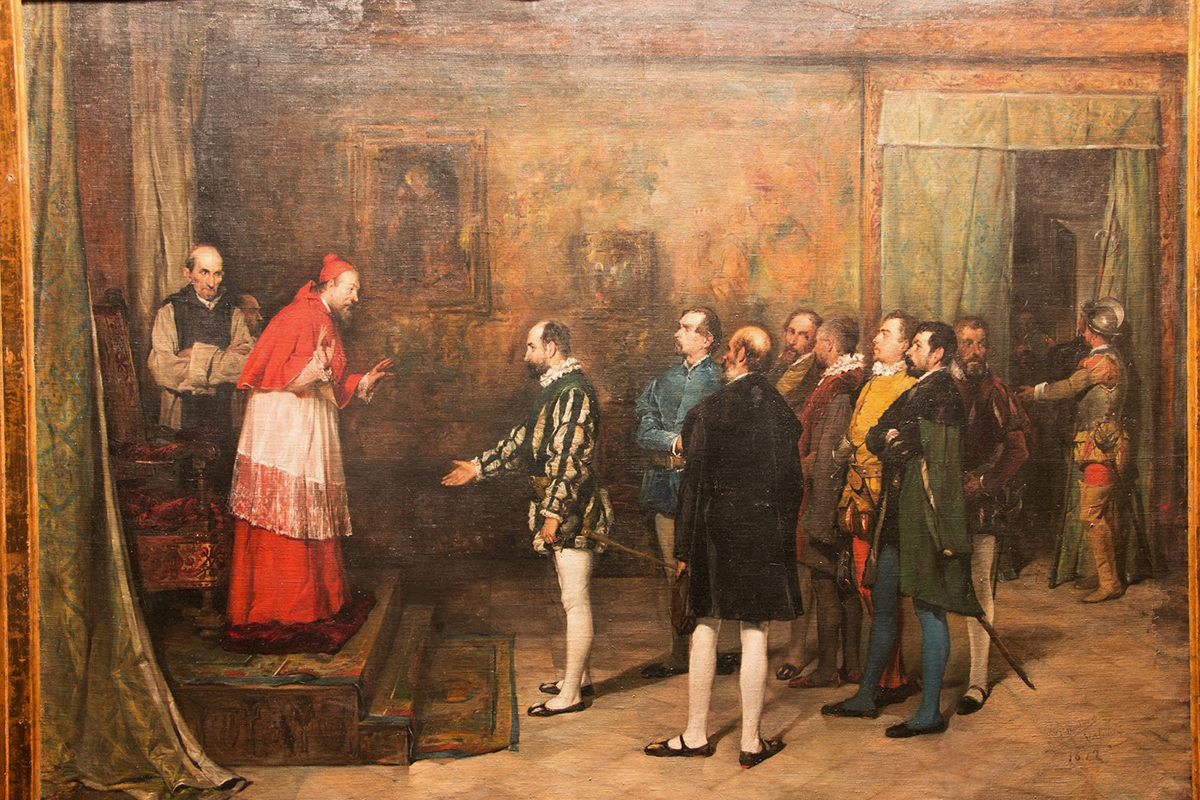
Cuadro de José Benlliure de 1872 que representa el momento en que Adriano de Utrecht recibe a la Junta dels Tretze.

Adriano de Utrecht se entrevistó con la Junta dels Tretze pero no se comprometió a nada, interesado sobre todo en ganar tiempo. Los Tretze exigieron que fuera nombrado un jurado representando a los gremios, pero la decisión del rey fue enviar una lista de la ceda (el procedimiento establecido desde hacía un siglo para nombrar a los seis jurados, cuatro ciudadanos y dos de la pequeña nobleza) acompañada del nombramiento como virrey de Valencia del noble castellano Diego Hurtado de Mendoza (un «extranjero», protestaron los Tretze) a quien Carlos I le había encargado la triple misión de obtener el juramento del braç real, imponer la ceda y disolver la Junta dels Tretze. La respuesta de los agermanados fue la resistencia, que derivó en abierta rebelión. Las unidades militares de la Germania, organizadas unos meses antes (con su capitán general, coroneles y capitanes), tomaron las calles de Valencia a finales de mayo y consiguieron que el Consejo General eligiera dos jurados populares (un cirujano y un velluter ['terciopelero']). El virrey Hurtado de Mendoza, apoyado por la nobleza, intentó anular la elección y disolver la Germanía pero se vio obligado a huir de la ciudad, refugiándose a principios de junio en Játiva, donde se negó a recibir una embajada enviada por los Tretze, quienes acabaron ocupando todos los cargos de la ciudad, incluido el Racional para Joan Caro.

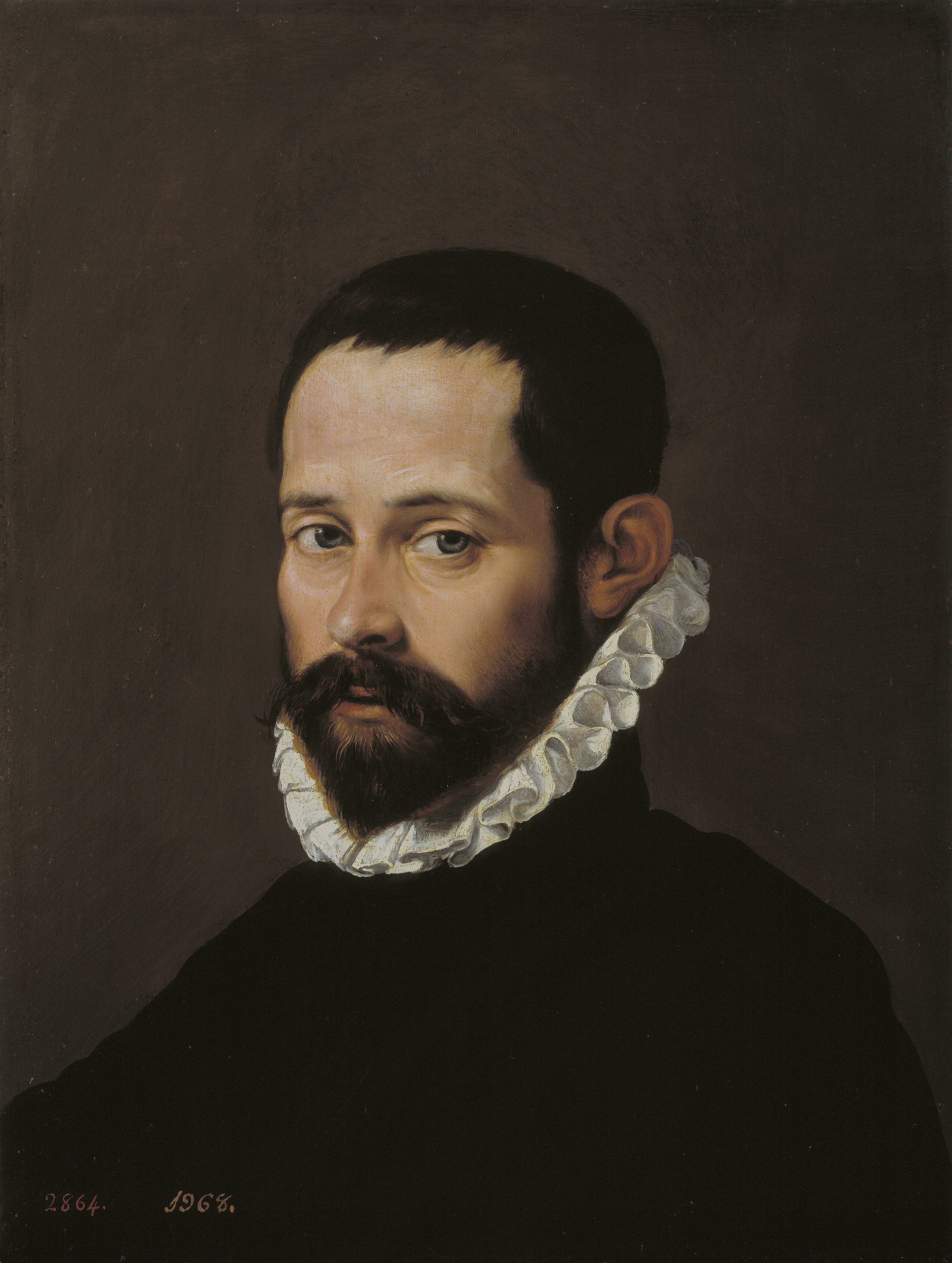
Retrato del noble castellano Diego Hurtado de Mendoza nombrado por Carlos I virrey de Valencia (un «extranjero», protestaron los Tretze).

Mientras tanto, enviados de la Germanía, alegando que había sido autorizada por el rey, habían ido extendiendo la rebelión por otras localidades del reino, donde se constituyeron sus propias Germaníes, presididas por juntas formadas por trece miembros subordinadas a la del cap i casal. Las que eran de señorío (laico o eclesiástico) adoptaron un programa antifeudal más radical. En estas zonas rurales el protagonismo inicial lo desempeñaron los labradores acomodados, deseosos de liberarse o al menos recortar el poder señorial, pero pronto se vieron desbordados, como sucedería en los núcleos urbanos, por los sectores más radicales, que demandaban la abolición de todas las rentas y que se dedicaron al saqueo de las tierras señoriales y al bautismo forzoso de sus vasallos mudéjares. Este fue otro factor que explica el alineamiento sin fisuras de la nobleza valenciana, encabezada por el duque de Gandía y el conde de Oliva, con el bando realista.
La expansión del movimiento agermanado fuera de la capital coincidió con los preparativos militares del virrey, instalado en Dénia, donde se habían refugiado los jurados de Valencia contrarios a la Germania. A mediados de agosto de 1520 se había reunido con la nobleza, decantada completamente del lado realista, en el Monasterio de Santa María de la Valldigna. En un último intento de encontrar una salida negociada los Tretze enviaron en junio de 1521 al hermano del virrey, Rodrigo, marqués de Cenete, que había permanecido en Valencia adoptando una posición ambigua, a que se entrevistara con él. El virrey se mostró inflexible (su hermano se reconcilió con él) y reiteró sus condiciones: la disolución de los Tretze, la dimisión de los jurados y la deposición de las armas. La respuesta fue el saqueo de las casas de nobles y la destrucción de los títulos de propiedad. Ya no había más alternativa que la guerra.

### Guerra y derrota de losagermanados

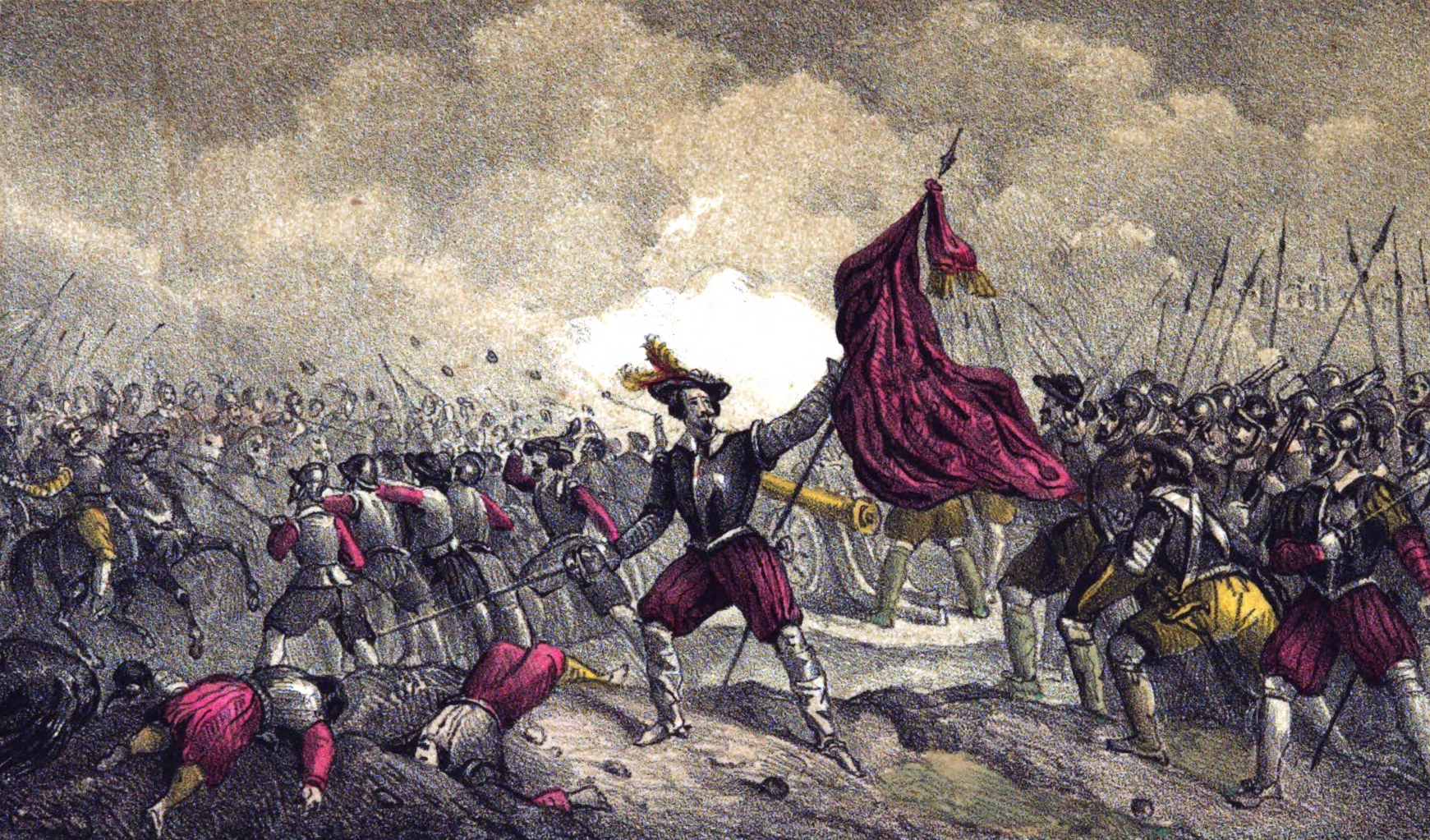
Batalla de Gandía (1521)

El primer objetivo de los agermanados fue ocupar la mitad norte del reino para evitar que al virrey le llegaran refuerzos desde el Principado de Cataluña. Se armó un ejército compuesto por unos 2000 hombres al mando del carpintero Miquel Estellés, pero fue derrotado por las fuerzas realistas comandadas por el duque de Sogorb en las batallas de Oropesa (4 de julio de 1521) y de Almenara (18 de julio de 1521) —una de las claves de la derrota fue que los agermanados no consiguieron reclutar nuevas tropas debido a la escasa implantación de la Germania en esa parte del reino—. Más éxito cosecharon inicialmente en su segundo objetivo de dominar la mitad sur del reino. Un ejército al mando de Esteve Urgellés tomó el castillo de Játiva el 14 de julio y nueve días después, el 23 de julio, otro ejército comandado por Vicent Peris derrotaba al ejército realista, en el que también combatían mudéjares como mercenarios, comandado por el propio virrey en la batalla de Gandía —la única en batalla campal—. Sin embargo, Peris no supo sacar provecho de su victoria ya que se dedicó a bautizar a la fuerza mudéjares (moros y sarraïns, según los textos de la época), lo que será imitado en otros lugares —el cronista Gaspar Escolano relató que se utilizaron procedimientos expeditivos como rociar sus cabezas con escobas empapadas con el agua de las acequias—, y a saquear la huerta de Gandía y las comarcas vecinas hasta la Canal de Navarrés. Un ejército de 6000 hombres que intentaba tomar Orihuela, cabeza de la otra Gobernación del reino, fue derrotado el 29 de agosto de 1521 en la batalla de Orihuela por el ejército realista al mando del marqués de los Vélez. Hubo unos dos mil muertos. Los realistas desataron tras su victoria una brutal represión —fueron ejecutados unos cuarenta agermanados— y el tercio sur del reino, hasta Onteniente, quedó en su poder.

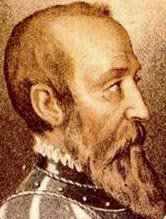
Rodrigo Díaz de Vivar y Mendoza, marqués de Zenete y hermano del virrey. Aceptó el puesto de gobernador de Valencia que le ofreció la Junta dels Tretze, que luego se disolvió.

Mientras tanto en la capital los promotores iniciales de la Germania, la mayoría de los cuales pertenecían al sector más acomodado del artesanado y de la pequeña burguesía urbana e incluso alguno era ciudadano honrado, se alejaron de la misma a causa de la radicalización representada por los Peris, Urgellés o Estellés, y ofrecieron el 29 de junio, apenas diez días desde el comienzo de la guerra, el puesto de gobernador de Valencia al marqués de Zenete, que este aceptó el 4 de julio, y después, el día 30, disolvieron la Junta dels Tretze. Vicent Peris que no había participado en la batalla de Orihuela volvió a Valencia para evitar la capitulación, pero su ejército fue derrotado en Morvedre el 11 de octubre, logrando escapar a Játiva. Tres días después Valencia se rendía a las fuerzas realistas y el 19 dimitían los dos jurados agermanados, procediéndose a nueva elección en la que ya solo figuraban ciudadanos honrados y caballeros y generosos (la pequeña nobleza). Peris aún realizó un último intento desesperado para reavivar la Germania en la capital, pero fracasó, siendo ejecutado el 4 de marzo de 1522.
Tras la capitulación de Valencia ya solo quedaban dos núcleos agermanados en el reino, Játiva y Alcira. Entonces hizo su aparición L'Encobert ('El Encubierto') que se presentó en Játiva diciendo ser hijo del príncipe Juan, heredero al trono de los Reyes Católicos fallecido hacía veinticinco años, aunque en realidad se trataba de un judeoconverso de origen aragonés llamado Antonio Navarro, pero que consiguió que su historia fuera creída, dotando así al movimiento agermanado de un carácter milenarista que ayudó a sostenerlo. Su asesinato en Burjassot a manos de unos sicarios en mayo de 1522 —aunque aparecieron tres encoberts más: un frutero andaluz que también apareció en Játiva; un segundo que apareció en Valencia, siendo ejecutado en marzo de 1523; un tercero, Juan Bernabé, que fue ajusticiado en Teruel el 1 de agosto de 1523— y, sobre todo, la vuelta a Castilla del rey Carlos, ya como emperador del Sacro Imperio Romano Germánico con el título de Carlos V, sellaron el destino de la rebelión. Conminadas a hacerlo por el propio rey-emperador Játiva se rindió el 5 de diciembre y Alcira dos días después.

### Represión

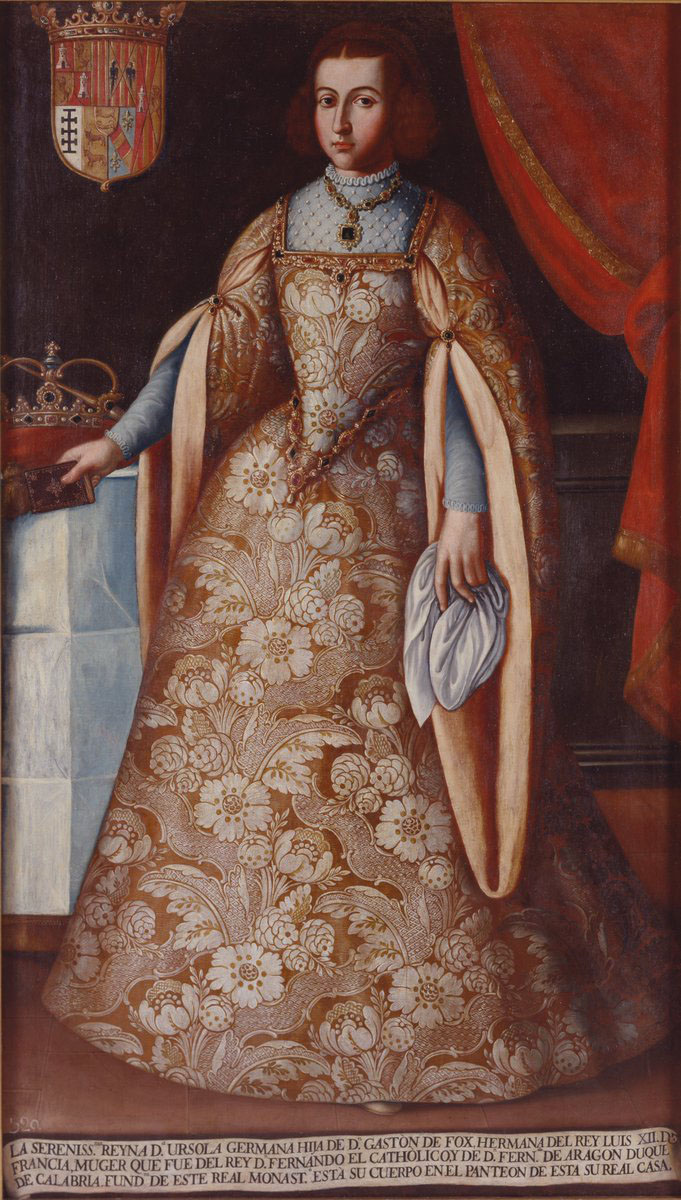
Retrato de Germana de Foix, virreina de Valencia. Agravó la represión iniciada por su antecesor en el cargo Diego Hurtado de Mendoza, revocando el perdón general otorgado por este.

La represión que se desató contra los agermanados fue dura, sobre todo a partir de diciembre 1523 cuando Germana de Foix, segunda esposa y viuda de Ferran el Catòlic, ocupó el cargo de virrey de Valencia en sustitución de Diego Hurtado de Mendoza, ya que anuló el perdón general concedido por su antecesor —que solo había ajusticiado a los líderes, unos cincuenta—, lo que provocó la huida masiva de agermanados. En total unos ciento cincuenta fueron ejecutados, entre ellos Vicent Peris, Guillem Sorolla y los sucesivos encoberts, Juan Caro y Jaume Ros, y unos mil fueron desterrados. El cronista Gaspar Escolano cuenta que las horcas de madera de la plaza del Mercado tuvieron que ser sustituidas por otras de piedra por «temor a algún siniestro al caerse con toda la masa humana colgando». Sus bienes fueron confiscados y las ciudades y villas sublevadas, alrededor de ochenta, fueron obligadas a pagar fuertes composiciones que superaron la cifra de 300 000 libras, equivalente a más de 360 000 ducados, de los que a la ciudad de Valencia le correspondió pagar cerca de la tercera parte. Játiva tuvo que pagar 36 000 ducados, Alcoy 12 600, Alcira 12 400 y Morvedre 9175  Entre los represaliados destacan el jurista Bartomeu Monfort que tuvo que pagar la astronómica cifra de diez mil ducados, la misma que tuvo que pagar el gremio de velluters ['terciopeleros'], el más castigado de todos, seguido del de paraires y el de teixidors.

### Consecuencias
Ernest Belenguer y Àngel Casals han realizado el siguiente balance, partiendo del hecho de que fracasó:

El artesanado fue marginado definitivamente del gobierno municipal, manteniéndose tan sólo en el Consejo General. En el ámbito rural los resultados no fueron mucho mejores: parece que se produjo una refeudalización que agravó aún más la situación de un campesinado fuertemente perjudicado por la guerra (este punto ha de señalarse con precaución, pues en todo caso se trata de un fenómeno común en la Europa de la época, por lo que las Germanías no serían sus responsables directas).
Demográficamente se mantuvo el crecimiento, aunque se dio un freno temporal al aumento poblacional. En el plano económico precios y salarios registraron una tendencia a la estabilidad. El tráfico marítimo del puerto de Valencia decayó momentáneamente y fue sustituido por Barcelona y Alicante. En todo caso es el problema de los moriscos el que mayor perdurabilidad adquirió. Aceptados por la Iglesia los bautismos forzosos, los nuevos cristianos pasaron a ser, en teoría iguales legalmente al resto de la población, aunque en realidad no se integraron jamás dentro de la sociedad cristiana.

### Debates entre historiadores
Según Antoni Furió, la revuelta de las Germanías de Valencia «aúna diversas luchas paralelas: la de los menestrales y el poble menut [literalmente, 'pueblo pequeño'] contra la oligarquía urbana, la de los campesinos contra los señores, la del uniformismo cristiano contra la singularidad musulmana». Furió coincide en este punto con Ernest Belenguer y Àngel Casals cuando consideran que «las Germanías no fueron un todo homogéneo. No es lo mismo el programa de 1519 que el milenarismo de los encoberts, ni son idénticos los intereses de los agermanados urbanos que los de sus correligionarios sometidos a un régimen señorial. Por otra parte, la moderación de 1519 contrasta con el radicalismo de 1522-1523».
En cuanto a si se trató de una «revolución moderna» o de una rebelión de características todavía «medievales» Belenguer y Casals afirman que «ambos aspectos se entremezclan: frente a unas posturas avanzadas en las reivindicaciones municipales de saneamiento y democratización, encontramos una defensa del sistema gremial medieval, amenazado por el capitalismo mercantil de la Edad Moderna... También la aparición del mesianismo milenarista es un arcaísmo». Lo que sí son claramente medievales son «el planteamiento y desarrollo de la guerra», añaden Belenguer y Casals. «El enfrentamiento se da entre la hueste noble, que formaba la caballería de los ejércitos del medievo, frente a los habitantes de las ciudades que componía la infantería. Los agermanados carecieron de caballería durante toda la guerra, mientras que el ejército del virrey tuvo que improvisar tropas a pie con mudéjares y hombres traídos de Cataluña, Murcia y Castilla».
Sobre si se trató de una revuelta o de una revolución, Belenguer y Casals afirman que «ambas cosas. En sus primeras actuaciones los agermanados intentan mantener una postura de diálogo con la Corona y de respeto a la legalidad desde la ventaja que les ofrece el estar organizados y armados. Su intención era participar del sistema, no cambiarlo. Sólo más adelante, una vez rotos los caminos del diálogo con el virrey (que los Trece [organismo inicial dirigente de la Germania] intentaron mantener a toda costa) y generalizado el conflicto con su extensión por todo el país —que se hizo, no hay que olvidarlo, con el respaldo legal de la carta del rey del 30 de enero [de 1520]— estalló la pugna bélica, pasándose a una fase radical de contenido antifeudal que cuestiona las bases del sistema social y económico».
Finalmente sobre las causas del fracaso los historiadores coinciden en que las principales fueron la división del movimiento, como consecuencia de las diferencias que existían entre los grupos sociales que lo apoyaban, y también la superioridad militar de las fuerzas realistas. Así lo afirman Belenguer y Casals: «el fracaso de las Germanías fue debido a su debilidad, consecuencia de su desunión y de la heterogeneidad de sus bases, que propiciaba la aparición de reivindicaciones no asumidas por tal o cual grupo, cuando no rehusadas abiertamente. Por otro lado, su inferioridad militar fue causa de sus derrotas en los campos de batalla, donde los hombres del rey contaban con los medios y la experiencia de que carecían los capitanes agermanados». También Antoni Furió, aunque señalando sobre todo en el primer factor: «la pluralidad y contradicción de intereses sería la causa de su fracaso».

## Reino de Mallorca

### Antecedentes
El reino de Mallorca carecía de Cortes y en su lugar existía el Gran i General Consell. Este había distribuido los impuestos entre la Ciudad de Mallorca, el único núcleo urbano de la isla, a la que le correspondería pagar dos tercios de los mismos, y la part forana, el resto rural de la isla, que pagaría un tercio. Pero con el paso del tiempo esta distribución se convirtió en una pesada carga para los campesinos de la part forana porque esta se había ido despoblando, al concentrarse los habitantes de la isla en la Ciutat. Este agravio provocó la «Revolta dels Forans» de 1450-1453, aplastada por los mercenarios italianos (saccomanni) enviados por el rey Alfons el Magnànim, que fue seguida de una fuerte represión. Unos decretos reales de mayo de 1454 condenaron a los forans a pagar todas sus deudas y la mitad del sueldo del ejército, a indemnizar a los ciutadans, a no protestar por el saqueo de sus bienes hecho por los saccomanni y a pagar una multa de 150 000 libras. Estas medidas agravaron la despoblación del campo y el proceso de decadencia de las villas. Los ciutadans aprovecharon la situación para comprar una gran parte de las propiedades de la isla.

### Rebelión

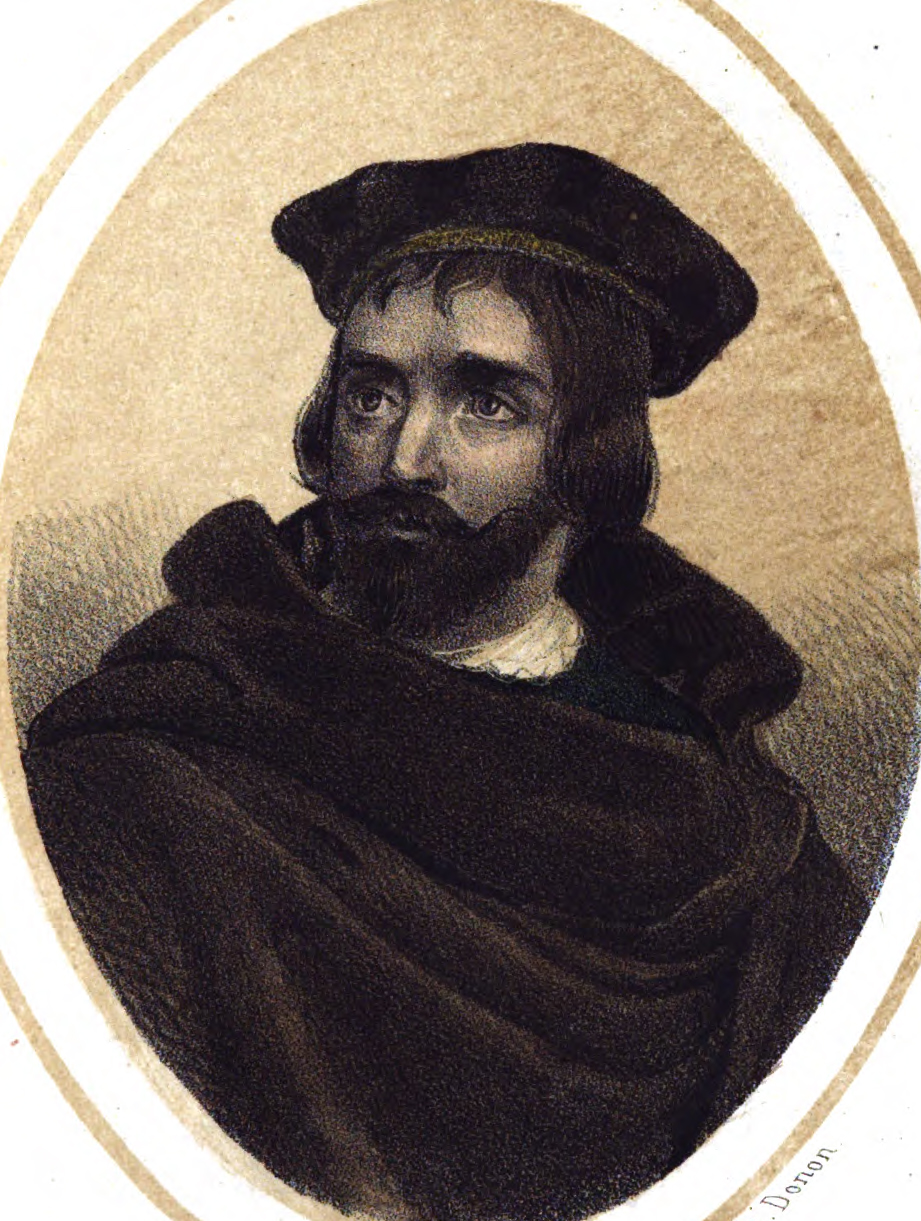
Retrato de Joanot Colom, el líder del sector radical de las Germanías de Mallorca (Los mártires de la libertad española, 1853)

El movimiento de las Germanías del Reino de Valencia tuvo resonancias en el Reino de Mallorca, donde estalló en febrero de 1521 como consecuencia del encarcelamiento de siete menestrales por orden del gobernador general Miguel de Gurrea. Pronto se radicalizó, con Joanot Colom como líder, sustituyendo al moderado Joan Crespí cuyo objetivo era la democratización del Gran i General Consell y poner en marcha una serie de reformas que aliviaran el pago de la deuda censataria. Colom, que acabó ejecutando a Crespí, iba mucho más lejos y proponía la Santa Quitació (el no reconocimiento de ninguna deuda censataria y su eliminación drástica sin compensación alguna) Al igual que en Valencia, se constituyó una junta formada por trece personas (la Tretzena). Esta se hace con el control de la Ciudad de Mallorca y destituye al gobernador general, que huye a Ibiza. Los nobles que sobrevivieron a la matanza que se produjo en el Castillo de Bellver se refugian en Alcudia, única población que permanece fiel al rey durante el año y medio que los agermanados dominan la isla. En agosto de 1522, el rey-emperador Carlos envía 800 hombres para ayudar a Gurrea, quien se desplaza a Alcudia para someter, junto con los nobles que ahí se le unen, la isla. En diciembre sitian la capital, y el 8 de marzo de 1523 los agermanados se rinden con la mediación del obispo. Pese a esta mediación, más de 200 agermanados fueron ejecutados, mientras muchos otros huyeron al Principado de Cataluña.

## Crónicas coetáneas
De las Germanías de Valencia existen dos crónicas coetáneas escritas por dos personas que intervinieron en los hechos del lado realista (no nos ha llegado ninguna del lado agermanado, como tampoco de las Germanies de Mallorca, ya que la General història de la Germania de Mallorca, citada por Martí de Viciana, no se ha conservado). Se trata de la Breu relació de la Germania de València del generós Guillem Ramon Català de Valeriola (c.1490-1558) y de La Germania del menestrals de València o Relació verdadera de les coses de la Germania de la Ciutat e Regne de València del notario Miquel García —además de estas dos crónicas existen diversos dietarios escritos por personas pertenecientes a instituciones municipales, eclesiásticas y particulares, como el de Pere Martí, beneficiario de la Catedral de Valencia, o el de Jeroni Sòria, tratante de paños de origen genovés—.

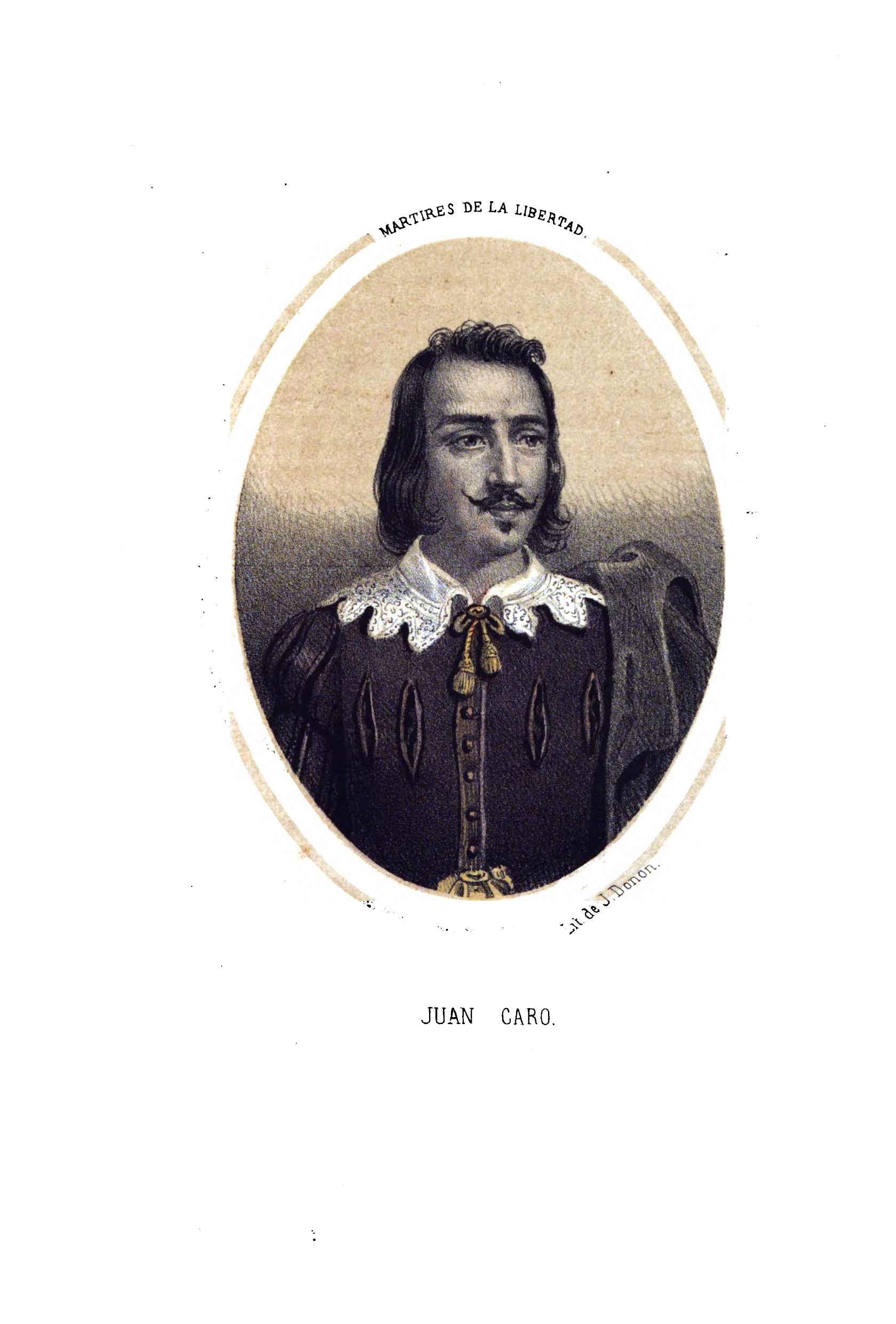
Joan Caro, líder moderado de la Germania, considerado «bona persona» por el cronista realista Guillem Ramon Català de Valeriola.

La Breu relació de la Germania de València de Català de Valeriola permaneció inédita hasta 1984 en que fue publicada en una edición a cargo de la historiadora Eulàlia Duran. El autor era miembro de la oligarquía urbana que detentaba el poder municipal (pertenecía al brazo militar como generós, el nombre que recibían los miembros de la pequeña nobleza que no habían sido armados caballeros) y formó parte del ejército realista. Participó en la batalla de Gandía que narra en primera persona y en la de Orihuela, siendo muy crítico con el virrey Diego Hurtado de Mendoza, al que acusa de ineficacia, pasividad y poca valentía, lo que contrasta con los elogios que prodiga a su hermano, el marqués de Zenete. Tras la rendición de Valencia fue elegido jurat en cap. Sobre el punto de vista que adopta Eulàlia Duran ha señalado que se muestra «moderado hacia los agermanados e incluso favorable durante la primera etapa, que considera dentro de la legalidad: Joan Caro, el azucarero, es considerado, por ejemplo, explícitamente "bona persona", pero el tono cambia radicalmente a partir de la relación del saqueo de Gandía por parte de los agermanados: estos son tildados de "vellacos" y "desmandats", y Vicent Peris de "traidor" y culpable de todos los males. Curiosamente no hace ninguna alusión a l'Encobert de Játiva, como tampoco a Joan Llorenç».
La Germania dels menestrals del Miquel García fue publicada en 1935 en una edición a cargo de Josep Osset Merle. Se conoce muy poco de la vida de este notario de la ciudad de Valencia que perteneció al bando realista. Él mismo cuenta que después de la derrota de la batalla de Gandía se embarcó a Dénia con el virrey Diego Hurtado de Mendoza y diversos nobles, huyendo del ejército agermanado. García no hace ninguna concesión a la «negra Germania» y su crónica concluye así:

E ací farem fi a les coses de la Germania, puix totes foren males e a mal propòsit fetes. Nostre Senyor Déu per sa infinita misericòrdia nos vulla delliurar de semblant temps, tan mal e tan maliciós e de tanta destroïció de béns e de persones per a tots. Perquè mal ho pasaren los agermanats e mal los que u foren, e mal los que se n'anaren del regne e mal los que y restaren. Fonch doncs mal per a tots, perquè de mal temp n'ix mal. Plàcia a nostre senyor Déu que nunca més torne tal temps entre chrestians. Amén.
Y aquí hacemos fin a las cosas de la Germania, pues todas fueron malas y con mal propósito hechas. Nuestro Señor Dios por su infinita misericordia nos quiera librar de semejante tiempo, tan mal y tan malicioso y de tanta destrucción de bienes y de personas para todos. Porque mal lo pasaron los agermanados y mal los que no lo fueron, y mal los que se fueron del reino y mal los que se quedaron. Fue pues mal para todos, porque del mal tiempo sale mal. Placia a nuestro señor Dios que nunca más vuelva tal tiempo entre cristianos. Amén.